# Jarlan Barrera
Jarlan Junior Barrera Escalona (Santa Marta, 16 de septiembre de 1995) es un futbolista colombiano que juega como centrocampista. Su equipo actual es el Independiente Medellín de la Categoría Primera A de Colombia

## Trayectoria

### Inicios como futbolista amateur
Comenzó jugando en la popular cancha del barrio Pescaíto de Santa Marta. Como jugador amateur Jarlan Barrera hizo parte de la Escuela de Fútbol de Carlos "El Pibe" Valderrama (su primo segundo, a quien llama tío) y del Club Deportivo Juventud de Las Américas.

### La Equidad

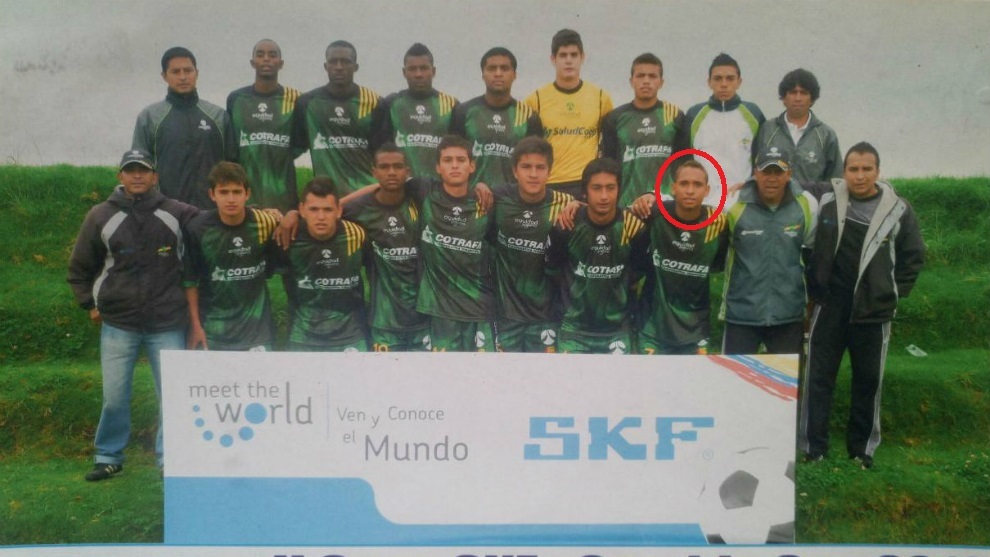
Jarlan Barrera (señalado por el círculo rojo) en sus inicios como futbolista profesional cuando jugaba para La Equidad Seguros, en el año 2012.

En el año 2012 Jarlan Barrera viajó a Bogotá para sumarse a las divisiones inferiores de La Equidad, firmando así el primo segundo del 'Pibe' su primer contrato como futbolista profesional, con el 'verde asegurador' el talentoso jugador samario logró anotar 12 goles en el campeonato sub-20 de ese año.
Sin embargo, La Equidad no hizo uso de la opción de compra que tenía sobre Jarlan Barrera a pesar de su buen rendimiento con el club y sus grandes condiciones futbolísticas.

### Junior de Barranquilla
Cuando el extécnico de La Equidad, Alexis García, fue nombrado nuevo DT del Junior Jarlan Barrera viajó a Barranquilla y comenzó a jugar en las fuerzas básicas del equipo "Tiburón". En 2013 fue el máximo goleador del equipo sub-20 con 19 goles durante el Campeonato Postobón en el que Junior fue subcampeón. En el segundo semestre de 2014 fue ascendido al primer equipo del Junior por Julio Avelino Comesaña quien además lo puso a jugar en los primeros cuatro partidos de la Copa Colombia. El 24 de agosto hizo su debut en la Liga Postobón cuando sustituyó al paraguayo Jorge Ortega al minuto 52 del juego que Junior perdió 0-1 con el Medellín. Su primer gol en el primer equipo lo anotó en la Copa Colombia frente a la Uniautónoma. En ese juego marcó los dos goles de la victoria 2-0 del equipo tiburón. Ese mismo año marcó también dos goles en Liga: otra vez ante Uniautónoma, en una victoria 3-1, y ante Huila, en un partido que Junior ganó por 4-3.

#### 2015
Con la llegada de Alexis Mendoza al banco de Junior, Jarlan Barrera comenzó a convertirse en un jugador habitual en la alineación del equipo tiburón. En el primer semestre del año, Jarlan jugó 8 partidos con Junior en los que consiguió marcar dos goles en las victorias del equipo 4-0 contra Jaguares de Córdoba y 2-0 contra Uniautonoma F.C. respectivamente. Tras la salida de Macnelly Torres de Junior a mitad de año, Jarlan empezó a contar con más minutos, al tener solo a Michael Ortega por delante en la competencia por el puesto. En el segundo semestre fue clave en el título de Copa Colombia conseguido por Junior, marcando dos goles importantes, uno en octavos de final contra Nacional y otro en semifinales ante Medellín, que sirvió para empatar la serie (Junior terminaría avanzando en la tanda de penaltis).

#### 2016
El primer semestre de 2016 sirvió para que Jarlan Barrera siguiera consolidándose como titular importante en Junior. Marcó dos goles por liga en esa temporada, incluyendo un gol de tiro libre en el empate 3-3 frente a Nacional en Barranquilla. Junior terminaría siendo subcampeón ese año, perdiendo la final con Medellín, con Jarlan como titular en ambos partidos. La renuncia de Alexis Mendoza y la posterior contratación de Giovanni Hernández como nuevo DT de Junior, hicieron que Barrera perdiera la titularidad. Aun así, logró marcar tres goles en ese semestre, antes de sufrir una grave lesión de meniscos que lo alejó de las canchas durante cinco meses.

#### 2017
Jarlan Barrera hizo su reaparición con Junior en marzo de 2017 en la derrota de su equipo 1-2 frente a Jaguares de Córdoba. En el primer semestre le costó consolidarse en el 11 inicial de Junior, siendo suplente bajo la dirección técnica tanto de Alberto Gamero como de Julio Comesaña. Ya en el segundo torneo del año, Barrera encontró más regularidad y fue una pieza importante en la campaña de Junior en Liga, Copa Sudamericana y Copa Colombia, torneo en el que marcó el primer gol de la final que Junior le ganó 2-0 a Medellín para coronarse campeón de este certamen por segunda vez en su historia.

#### 2018

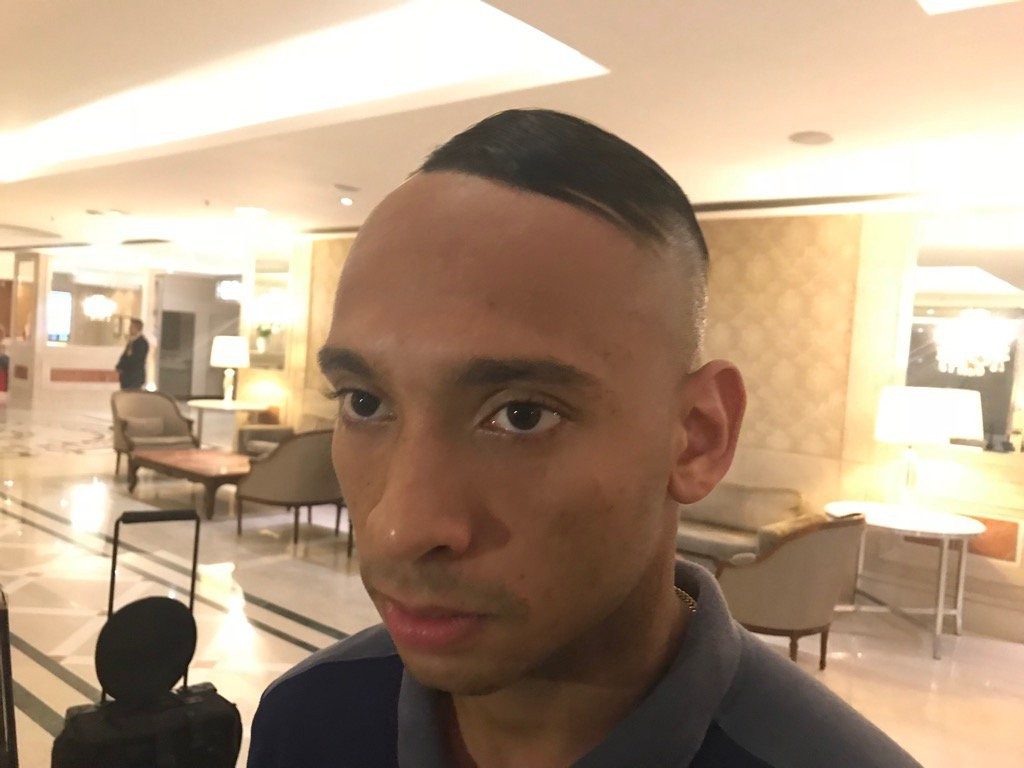
Jugador colombiano Jarlan Barrera en una entrevista, en el año 2018.

Para la temporada 2018 en la primera fecha del torneo apertura frente al Atlético Bucaramanga juega su partido 100 en primera división. El 29 de julio marca su primer gol del año en la goleada 3 por 0 sobre el Deportivo Pasto. Su primer doblete del año lo hace el 6 de septiembre en la victoria 2 por 0 sobre Águilas Pereira siendo la figura del partido. Su último partido con el Junior de Barranquilla fue el 16 de diciembre de 2018, en la final de vuelta de la liga de aquel semestre vs el DIM en el estadio Atanacio Girardot de Medellín, en el que a pesar de que su equipo cayó 3-1 se coronó campeón ya que ganó el partido de ida 4-1 (el cual se jugó en el estadio Metropolitano de Barranquilla el 8 de diciembre de 2018), así que el global quedó 4-5 a favor del cuadro rojiblanco.
A pesar de que Jarlan Barrera puso su granito de arena para que los 'tiburones' ganaran 3 títulos (2 Copas Colombias, las del 2015 y del 2017 respectivamente, y el Torneo Finalización 2018) y que hasta llegó a ser considerado como un ídolo del conjunto rojiblanco, su relación con el Junior de Barranquilla no terminó de la mejor manera. Pues este habilidoso futbolista costeño no renovó su contrato con el elenco 'tiburón' y se fue, por ende, sin dejarle ni un solo peso al club del que su primo segundo 'El Pibe' Valderrama es considerado un ícono. Lo anterior se suma a su desempeño deportivo en la final de la Copa Sudamericana donde 'El Minion', como cariñosamente se le conoce a este talentoso jugador, tuvo la desventura de errar un penal decisivo en el tiempo de alargue del encuentro perdiendo el Junior de Barranquilla la posibilidad de ganar dicha copa. Debido a esto, gran parte de la fanaticada del Junior de Barranquilla se volvió hostil con Jarlan Barrera.

### 2019: Conflictos contractuales
Aparece la polémica, en comunicado de prensa oficial del club deportivo Tigres de México se indica que el jugador habría firmado contrato en agosto de 2018 al mismo tiempo que el club Rosario Central de Argentina argumenta haber firmado contrato con él mismo jugador a través de otro representante.
Al mismo tiempo se filtra en los medios una carta escrita por el jugador donde niega cualquier relación con el club deportivo Tigres.

### Rosario Central
Finalmente, la situación contractual de Jarlan se resolvió con el jugador quedando como propiedad de ambos equipos, firmando con Tigres de México, que se quedó con el 85% de su pase, y quedando cedido a préstamo hasta junio de 2020 en Rosario Central, que quedó con el 15% restante, por un valor de $150,000 dólares, no fijándose ninguna opción de compra a favor del club rosarino.

### Atlético Nacional
El 19 de junio de 2019 el club paisa, a través de Twitter, confirmó la incorporación del volante samario, que llegó procedente de Rosario Central, donde solo jugó cuatro partidos en seis meses. Jarlan Barrera vuelve a la liga colombiana, pero esta vez vestido de verde. El volante samario se convirtió en el nuevo refuerzo del Atlético Nacional para el segundo semestre del 2019. En su presentación con los verdolagas Jarlan Barrera confundió al Atlético Nacional con el Junior, dejando en evidencia que no olvida al equipo de sus amores. Este hecho se hizo viral en las redes sociales. El samario anotó su primer gol con los verdolagas de tiro penalti frente a Independiente Santa Fe el jueves 25 de julio de 2019 en él partido de ida de los octavos de final de la Copa Águila en el que su equipo se impuso 3 goles a 0 frente a los albirrojos.
2020
Fue un año para el olvido de Jarlan Barrera, ya que no tuvo la confianza de Juan Carlos Osorio para este año donde Atlético Nacional fracaso en todos los torneos, eliminado en Torneo Apertura 2020 por América De Cali cayendo goleado por 0-3 (4-2 en el resultado global), los verdolagas jugando con sus divisiones menores ya que el plantel profesional tuvo contagio de COVID-19, en septiembre eliminado de la Copa Sudamericana 2020 en segunda fase por River Plate De Uruguay en un global 4-1, siendo la sentencia del despido de Juan Carlos Osorio.
2021
No empezó el año de la mejor manera,presentando problemas físicos, y así sin tener el ojo bueno de Alexandre Guimaraes, el cual no quería contar con el para la temporada 2021.
En enero, fue eliminado por Deportes Tolima en la Copa Colombia 2020, siendo Jarlan Barrera de los más resistidos por el hincha verde.
En marzo comenzó a marcar la diferencia en el plantel,superó sus problemas físicos y deportivos así ganándose la confianza y elogios del entrenador Brasileño Alexandre Guimaraes, siendo el jugador más influyente en el semestre, marcando 6 goles en la Copa Libertadores 2021, quedando como el tercer goleador del torneo continental.
Realizó un partido histórico en Montevideo ante Nacional de Uruguay donde marco doblete en el histórico 4-4, y siendo fundamental en la inolvidable remontada ante Libertad en segunda fase, incluso llegando como uno de los favoritos a ganar la Copa Libertadores 2021,por el buen juego del equipo, según la prensa argentina y brasileña.
En el mes de mayo fue eliminado el verdolaga por Universidad Católica en un 2-0 contundente que dejaba al verdolaga último en su grupo a pesar de las actuaciones increíbles de Jarlan Barrera.
En el Torneo Apertura 2021, fue el goleador del equipo con 8 goles,Atlético Nacional finalizó en la primera posición, con 35 puntos, llegando como el favorito a quedarse con el título de mitad de año.
Todo fue decepcionante cayo eliminado ante la Equidad en cuartos de final en un global 3-2, esto dejando como resultado la salida del entrenador verdolaga Alexandre Guimaraes.
En el segundo semestre siguió siendo contundente en el verdolaga, de la mano de Alejandro Restrepo salió campeón de la Copa Colombia 2021 derrotando al Deportivo Pereira en un 5-0 donde fue pieza clave con su gol a larga distancia.
Los verdolagas en el finalización terminaron primeros con 42 puntos haciendo un récord de 10 partidos sin perder ni recibir gol.
En diciembre de 2021 fue eliminado por Deportivo Cali en cuadrangulares, así causando decepción en la hinchada verde.
2022
Comenzó con un nivel y físico decepcionante, incluso siendo suplente con Alejandro Restrepo en el comienzo del torneo, siendo el alternante de Yeison Gúzman que se ganó la titularidad.
Con la salida de Alejandro Restrepo en febrero tras la vergonzoza eliminación en segunda fase de Copa Libertadores ante Olimpia por un 3-1. Las riendas del club fueron tomadas por Hernan Dario Herrera entrenador con el cual Jarlan Barrera siguió siendo suplente, perdiendo la tiularidad por completo, mostrando mejor nivel Giovanni Moreno, Andrés Andrade y Yeison Gúzman.
En el mes de mayo comenzó a retomar su nivel, así ganándose la confianza de Hernan Dario Herrera
El 26 de junio de 2022 entró en la historia del club Atlético Nacional con el gol al minuto 92 que le dio la estrella 17 a los verdolagas luego de 5 años de espera,evitando los penaltis y así entrando al corazón verdolaga.
El 24 de junio de 2023 en la final de Torneo Apertura 2023 falló en la tanda de penaltis el último y decisivo cobró frente a Millonarios. Para el Torneo Finalización 2023 y la Copa Colombia las directivas deciden no inscribirlo.

### Deportivo Cali
En diciembre del 2023 llegó a la sede deportiva del Deportivo Cali para acondicionarse a las expectativas del club para así firmar contrato a inicios de febrero del 2024 como Agente Libre

### Deportivo Independiente Medellín
El 22 de julio de 2025 Llega al Deportivo Independiente Medellín con un contrato por seis meses con posibilidad de ampliación un año más

## Selección nacional

### Categoría inferiores
En 2014  fue convocado por Carlos "el Piscis" Restrepo para disputar el Torneo Esperanzas de Toulon con la selección Colombia 
sub-20. En enero de 2015 volvió a ser convocado, en esta ocasión para formar parte del equipo que jugó el Sudamericano Sub-20. En este torneo, Jarlan actuó en ocho partidos y marcó dos goles: uno de penal contra Argentina y otro contra Brasil. Ese mismo año jugó el Mundial Sub-20 donde hizo una asistencia en tres partidos disputados. Tristemente en el juego de octavos de final contra Estados Unidos, Jarlan falló un penal en los últimos minutos del partido, que habría significado el empate de Colombia.

## Estadísticas
| Club | Div.          | Temporada     | Liga  | Liga  | Liga   | Copas | Copas | Copas  | Internacional | Internacional | Internacional | Total | Total | Total  | Media goleadora |
| Club | Div.          | Temporada     | Part. | Goles | Asist. | Part. | Goles | Asist. | Part.         | Goles         | Asist.        | Part. | Goles | Asist. | Media goleadora |
| --- | ------------- | ------------- | ----- | ----- | ------ | ----- | ----- | ------ | ------------- | ------------- | ------------- | ----- | ----- | ------ | --------------- |
| Junior · Colombia | 1.a           | 2013          | 0     | 0     | 0      | 5     | 0     | 0      | __            | __            | __            | 5     | 0     | 0      | 0               |
| Junior · Colombia | 1.a           | 2014          | 13    | 2     | 2      | 11    | 3     | 0      | __            | __            | __            | 24    | 5     | 2      | 0.21            |
| Junior · Colombia | 1.a           | 2015          | 25    | 5     | 6      | 8     | 2     | 0      | 3             | 1             | 0             | 36    | 8     | 6      | 0.22            |
| Junior · Colombia | 1.a           | 2016          | 26    | 4     | 0      | 3     | 1     | 0      | 2             | 0             | 0             | 31    | 5     | 0      | 0.16            |
| Junior · Colombia | 1.a           | 2017          | 35    | 5     | 7      | 9     | 4     | 2      | 5             | 0             | 1             | 49    | 9     | 10     | 0.18            |
| Junior · Colombia | 1.a           | 2018          | 37    | 7     | 8      | 2     | 0     | 0      | 11            | 1             | 2             | 50    | 8     | 10     | 0.16            |
| Junior · Colombia | Total club    | Total club    | 136   | 23    | 23     | 38    | 10    | 2      | 21            | 2             | 3             | 195   | 35    | 28     | 0.18            |
| Rosario Central Argentina | 1.a           | 2019          | 2     | 0     | 0      | 2     | 0     | 0      | 1             | 0             | 0             | 5     | 0     | 0      | 0               |
| Rosario Central Argentina | Total club    | Total club    | 2     | 0     | 0      | 2     | 0     | 0      | 1             | 0             | 0             | 5     | 0     | 0      | 0               |
| Atlético Nacional · Colombia | 1.a           | 2019          | 24    | 3     | 5      | 3     | 2     | 0      | __            | __            | __            | 27    | 5     | 5      | 0.19            |
| Atlético Nacional · Colombia | 1.a           | 2020          | 19    | 3     | 2      | 1     | 1     | 0      | 4             | 0             | 0             | 25    | 4     | 2      | 0.16            |
| Atlético Nacional · Colombia | 1.a           | 2021          | 40    | 10    | 4      | 7     | 2     | 2      | 9             | 5             | 0             | 56    | 17    | 6      | 0.3             |
| Atlético Nacional · Colombia | 1.a           | 2022          | 32    | 6     | 4      | 4     | 0     | 1      | 2             | 1             | 1             | 39    | 7     | 5      | 0.18            |
| Atlético Nacional · Colombia | 1.a           | 2023          | 16    | 3     | 2      | 2     | 0     | 0      | 3             | 0             | 0             | 21    | 3     | 2      | 0.14            |
| Atlético Nacional · Colombia | Total club    | Total club    | 131   | 25    | 17     | 17    | 5     | 3      | 18            | 6             | 1             | 163   | 40    | 20     | 0.23            |
| Deportivo Cali · Colombia | 1.a           | 2024          | 31    | 0     | 4      | 4     | 0     | 0      | —             | —             | —             | 35    | 0     | 4      | 0               |
| Deportivo Cali · Colombia | 1.a           | 2025          | 18    | 1     | 4      | —     | —     | —      | —             | —             | —             | 18    | 1     | 4      | 0.05            |
| Deportivo Cali · Colombia | Total club    | Total club    | 49    | 1     | 8      | 4     | 0     | 0      | 0             | 0             | 0             | 53    | 1     | 8      | 0.01            |
| Total carrera | Total carrera | Total carrera | 318   | 49    | 48     | 61    | 15    | 5      | 40            | 8             | 4             | 416   | 72    | 56     | 0.17            |
| (1) Incluye datos de la Copa Colombia (2013-Act.). (2) Incluye datos de la Copa Sudamericana (2015). (3) Media de goles por encuentro. No incluye goles en partidos amistosos. |               |               |       |       |        |       |       |        |               |               |               |       |       |        |                 |

## Palmarés

### Títulos nacionales
| Título                | Club              | País     | Año     |
| --------------------- | ----------------- | -------- | ------- |
| Copa Colombia         | Junior            | Colombia | 2015    |
| Copa Colombia         | Junior            | Colombia | 2017    |
| Categoría Primera A   | Junior            | Colombia | 2018-II |
| Copa Colombia         | Atlético Nacional | Colombia | 2021    |
| Categoría Primera A   | Atlético Nacional | Colombia | 2022-I  |
| Superliga de Colombia | Atlético Nacional | Colombia | 2023    |

### Títulos internacionales
| Título              | Club            | Sede | Año  |
| ------------------- | --------------- | ---- | ---- |
| Juegos Bolivarianos | Colombia Sub-18 | Perú | 2013 |